# Старая Заречная
Старая Заречная — деревня в Павинском районе Костромской области России. Входит в состав Павинского сельского поселения.

## География
Деревня находится в северо-восточной части Костромской области, в подзоне южной тайги, на правом берегу реки Вочи, к западу от автодороги 34Н-11, на расстоянии приблизительно 1 километра (по прямой) к югу от села Павино, административного центра района. Абсолютная высота — 169 метров над уровнем моря.

### Климат
Климат характеризуется как умеренно континентальный, с продолжительной холодной многоснежной зимой и коротким сравнительно тёплым летом. Среднегодовая температура воздуха — 2,8 °C. Средняя температура воздуха самого холодного месяца (января) — −13,3 °C (абсолютный минимум — −49 °C); самого тёплого месяца (июля) — 17,7 °C (абсолютный максимум — 37 °С). Безморозный период длится около 112 дней. Продолжительность периода активной вегетации растений (выше 10 °C) составляет примерно 115—125 дней. Годовое количество атмосферных осадков — 560—600 мм, из которых большая часть выпадает в тёплый период.

### Часовой пояс
Деревня Старая Заречная, как и вся Костромская область, находится в часовой зоне МСК (московское время). Смещение применяемого времени относительно UTC составляет +3:00.

## Население
| 2008 | 2010 | 2014 |
| ---- | ---- | ---- |
| 29   | ↘20  | ↗34  |

### Национальный состав
Согласно результатам переписи 2002 года, в национальной структуре населения русские составляли 100 % из 40 чел.